# Lanvénégen
Lanvénégen település Franciaországban, Morbihan megyében. Lakosainak száma 1133 fő (2022. január 1.). Lanvénégen Meslan, Querrien, Guiscriff és Le Faouët községekkel határos.

## Népesség
A település népességének változása:
| Lakosok száma | 1513 | 1232 | 1221 | 1184 | 1185 | 1165 | 1165 | 1144 | 1138 | 1133 |
|               | 1968 | 1982 | 1990 | 2006 | 2013 | 2015 | 2017 | 2019 | 2020 | 2022 |